# Ischnomesus glabra
Ischnomesus glabra là một loài chân đều trong họ Ischnomesidae. Loài này được Kensley miêu tả khoa học năm 1984.